# Emil Westman Hertz
Emil Westman Hertz (født 1978, død 2016) var en dansk kunstner. Han var født og opvokset på Bornholm med forældrene, kunstner Inge Lise Westman og etnolog Ole Hertz, samt hans søster Karen Westman Hertz.
Han blev uddannet fra Det Kongelige Danske Kunstakademi 2002-2008 og på MauMaus School of Fine Arts, Lissabon i 2007. Han studerede desuden eskimologi på Københavns Universitet fra 1999-2000 og tog uddannelse som ubefaren skibsassistent på Georg Stage i 1999.
Hertz’ værker er repræsenteret i samlingerne bl.a. på Arken, Kunstmuseet i Tønder, Sorø Kunstmuseum, Holstebro Kunstmuseum, Horsens Kunstmuseum, Bornholms Kunstmuseum samt Magasin III i Stockholm.
Han modtog en række legater, bl.a. Arkens Rejselegat i 2014, Niels Wessel Bagges Fond i 2013, Astrid Noacks Legat i 2012 samt Statens Kunstfonds treårige arbejdsstipendium i 2012.